# 컬럼비아 대학교 바젤로스 대학원
컬럼비아 대학교 바젤로스 대학원(Columbia University Vagelos College of Physicians and Surgeons, VP&S)은 미국 맨해튼의 이웃 지역인 워싱턴하이츠의 컬럼비아 대학교 어빙 메디컬 센터에 위치한 컬럼비아 대학교의 의과대학이다.
1767년 사무엘 바드에 의해 킹스 칼리지(오늘날의 컬럼비아 대학교의 의과부서로서 설립된 이 학교는 의무박사(MD) 학위 수여를 위한 13개 식민지 최초 의과대학이었다.